# Безглядово
Безгля́дово — деревня в составе Дмитриевского сельсовета Краснобаковского района Нижегородской области. Располагается на правом берегу реки Ветлуги.

## Население
По данным на 1999 год, численность населения составляла 19 чел.
| 2002 | 2010 |
| ---- | ---- |
| 20   | ↘13  |